# Brilliant Minds
Brilliant Minds es una serie de televisión de drama médico estadounidense inspirada en los libros de Oliver Sacks El hombre que confundió a su mujer con un sombrero y Un antropólogo en Marte. Se estrenó el 23 de septiembre de 2024 a través de NBC. En mayo de 2025, la serie fue renovada para una segunda temporada.

## Reparto

### Principales
- Zachary Quinto como Oliver Wolf
- Alex MacNicoll como Van Markus
- Ashleigh LaThrop como Ericka Kinney
- Aury Krebs como Dana Dang
- Spence Moore II como Jacob Nash
- Tamberla Perry como Carol Pierce
- Teddy Sears como Josh Nichols

### Recurrentes
- Donna Murphy como Muriel Landon
- Alex Ozerov-Meyer como John Doe
- Rainbow Sun Francks como Morris Allen
- Julia Chan como Alison Whitaker

### Invitados
- André De Shields como Harold
- Steve Howey como Wyatt James
- Sammi Hanratty como Bridget
- Brendan Hines como Simon
- Susan Bay Nimoy como June Sullivan

## Episodios
| N.º | Título                             | Dirigido por            | Escrito por                     | Fecha de emisión original | Código de prod. | Audiencia (millones) |
| --- | ---------------------------------- | ----------------------- | ------------------------------- | ------------------------- | --------------- | -------------------- |
| 1   | «Pilot»                            | Lee Toland Krieger      | Michael Grassi y Alex Berger    | 23 de septiembre de 2024  | T15.10168       | 3.92                 |
| 2   | «The Disembodied Woman»            | Lee Toland Krieger      | Michael Grassi                  | 30 de septiembre de 2024  | T13.25102       | 3.46                 |
| 3   | «The Lost Biker»                   | DeMane Davis            | Sara Saedi y Ryan Knighton      | 7 de octubre de 2024      | T13.25103       | 3.30                 |
| 4   | «The Blackout Bride»               | Deborah Kampmeier       | Davia Carter y Daniela Lamas    | 14 de octubre de 2024     | T13.25104       | 3.09                 |
| 5   | «The Haunted Marine»               | Charles Randolph-Wright | Aisha Bhoori y Will Ewing       | 21 de octubre de 2024     | T13.25105       | 3.12                 |
| 6   | «The Girl Who Cried Pregnant»      | Jordan Canning          | Stasia Demick y William Yu      | 28 de octubre de 2024     | T13.25106       | 2.63                 |
| 7   | «The Man From Grozny»              | David Katzenberg        | Michael Grassi y Shannon Looney | 11 de noviembre de 2024   | T13.25107       | 2.63                 |
| 8   | «The Lovesick Widow»               | James DeWille           | Sara Saedi                      | 18 de noviembre de 2024   | T13.25108       | 2.98                 |
| 9   | «The Colorblind Painter»           | Dawn Wilkinson          | Davia Carter y Ryan Knighton    | 25 de noviembre de 2024   | T13.25109       | 2.75                 |
| 10  | «The First Responder»              | Maggie Kiley            | Stasia Demick y William Yu      | 2 de diciembre de 2024    | T13.25110       | 2.82                 |
| 11  | «The Other Woman»                  | Sudz Sutherland         | Daniela Lamas y Will Ewing      | 9 de diciembre de 2024    | T13.25111       | 2.52                 |
| 12  | «The Doctor Whose World Collapsed» | Harry Jierjian          | Sara Saedi y Davia Carter       | 6 de enero de 2025        | T13.25112       | 2.82                 |
| 13  | «The Man Who Can't See Faces»      | DeMane Davis            | Michael Grassi                  | 6 de enero de 2025        | T13.25113       | 2.54                 |

## Producción

### Desarrollo
En noviembre de 2019, se anunció que la serie estaba en desarrollo en Fox, y que la cadena consiguió el proyecto con un acuerdo de guion más una penalización. Sin embargo, Fox no siguió adelante con el proyecto. El 24 de enero de 2023, el desarrollo de la serie se trasladó a NBC. Luego se le dio una orden de serie el 20 de octubre de 2023. La serie está creada por Michael Grassi y se espera que también sea productor ejecutivo junto a Lee Toland Krieger, Greg Berlanti, Sarah Schechter, Leigh London Redman, Henrik Bastin, Melissa Aouate, Andy Serkis, Jonathan Cavendish, Will Tennant y DeMane Davis. Las empresas productoras involucradas en la serie son Grassi Productions, Berlanti Productions, Fabel Entertainment, The Imaginarium, Universal Television y Warner Bros. Television.
Brilliant Minds se ha trasladado a la temporada televisiva 2024-25 debido a retrasos en la producción relacionados con las huelgas en Hollywood. El 1 de mayo de 2024, se anunció que el nombre de la serie se cambió de Dr. Wolf a Brilliant Minds. El 12 de mayo de 2025, NBC renovó la serie para una segunda temporada.

### Selección de reparto
El 23 de febrero de 2023, Zachary Quinto fue elegido como protagonista de la serie. En abril de 2023, Teddy Sears, Tamberla Perry, Alex MacNicoll, Spence Moore II, Aury Krebs y Ashleigh LaThrop se unieron al reparto principal. El 28 de noviembre de 2023, Donna Murphy fue elegida para un papel recurrente.

### Rodaje
El rodaje de la serie comenzó el 8 de abril de 2024 y concluyó el 23 de agosto de 2024 en Toronto, Canadá.

## Emisión y lanzamiento
Brilliant Minds se estrenó el 23 de septiembre de 2024 a través NBC.

## Recepción
En el sitio web de agregador de reseñas Rotten Tomatoes la serie tiene un índice de aprobación del 88%, basándose en 16 reseñas, con una calificación promedio de 7.3/10. El consenso crítico dice: «Gracias a la aguda interpretación de Zachary Quinto, Brilliant Minds es un procedimental médico con cerebro, pero también con una sorprendente cantidad de corazón.» En Metacritic, tiene una puntuación media ponderada de 64 sobre 100 basada en 10 críticas, lo que indica «generalmente favorable».